# Koenigsegg CCXR

Koenigsegg CCXR är en bilmodell som offentliggjordes av Koenigsegg på Genèvesalongen 2007 och började produceras samma år. Den liknar i allt väsentligt Koenigsegg CCX, men har en modifierad motor för att kunna köras på E85 eller E100 (100% etanol) med högre prestanda. 
Med det mer högoktaniga bränslet i tanken medges att motorn levererar hela 1018 hästkrafter, att jämföra med de 806 hk som motorn tillåts ge med bensin som drivmedel.